# Långvingad ångbåtsand
Långvingad ångbåtsand (Tachyeres patachonicus) är en fågel i familjen änder inom ordningen andfåglar.

## Utbredning och systematik
Långvingad ångbåtsand förekommer i sydligaste Sydamerika, i södra Chile norrut till Maule och i södra Argentina norrut till Neuquén och södra Buenos Aires. Den behandlas som monotypisk, det vill säga att den inte delas in i några underarter.

## Status och hot
Arten har ett stort utbredningsområde, men tros minska i antal, dock inte tillräckligt kraftigt för att den ska betraktas som hotad. Internationella naturvårdsunionen IUCN kategoriserar därför arten som livskraftig (LC). Världspopulationen uppskattas till mellan 11.000 och 26.000 individer.

## Bilder

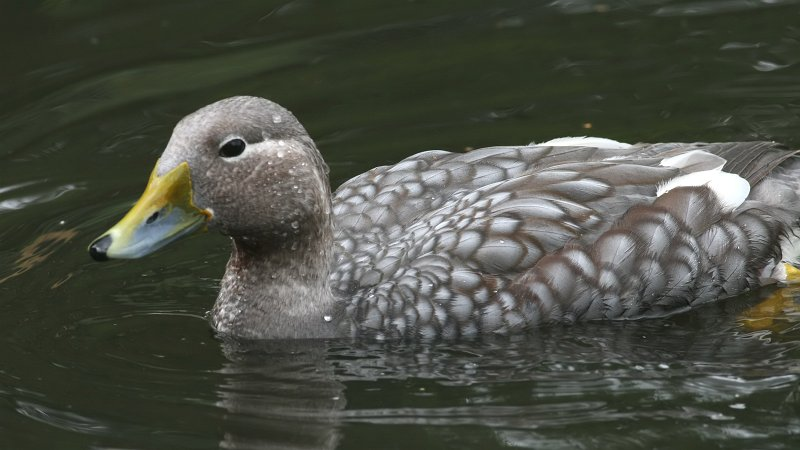
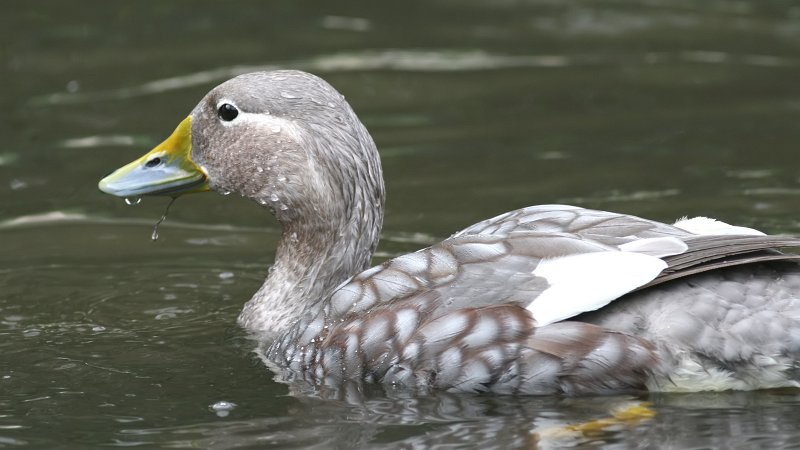